# Super Discount 2
Albums de Étienne de Crécy
Tempovision Remixes
(2002) Beats'n'Cubes Vol.1
(2011)
Super Discount 2 est un album House d'Étienne de Crécy sorti en 2004. 
Il fait suite à l'album Super Discount sorti en 1997.

## Liste des morceaux
| No  | Titre        | Auteur                                          | Durée |
| --- | ------------ | ----------------------------------------------- | ----- |
| 1.  | Poisoned     | Philippe Zdar et Étienne de Crécy               | 5:37  |
| 2.  | Fast Track   | Julien Delfaud, Alex Gopher et Étienne de Crécy | 7:38  |
| 3.  | Grokster     | Étienne de Crécy                                | 6:29  |
| 4.  | Morpheus     | Étienne de Crécy                                | 3:33  |
| 5.  | Bit Torrent  | Boom Bass et Étienne de Crécy                   | 5:48  |
| 6.  | Audio Galaxy | Étienne de Crécy                                | 5:06  |
| 7.  | Soul Seek    | Étienne de Crécy                                | 5:37  |
| 8.  | Gifted       | DJ Mehdi et Étienne de Crécy                    | 3:52  |
| 9.  | G2           | Mr. Learn                                       | 1:02  |
| 10. | Limewire     | Étienne de Crécy                                | 5:51  |
| 11. | Overnet      | Alex Gopher et Étienne de Crécy                 | 8:54  |

Une édition sous forme de double album vinyle est sortie avec un titre en plus : Alex Gopher & Étienne De Crécy - Open FT - 6:02.
Le morceau Fast Track est sorti en single dans une version vocale chantée par la chanteuse Camille.

## LesE.P.
L'album est aussi sorti sous la forme de quatre maxis dont les pochettes s'assemblent comme un puzzle.
- Super Discount 2 - €

1. Philippe Zdar & Étienne de Crécy - Poisoned - 5:37
2. Étienne de Crécy - Audio Galaxy - 5:06

- Super Discount 2 - £

1. Julien Delfaud, Alex Gopher & Etienne de Crécy - Fast Track - 7:38
2. Étienne de Crécy - Grokster - 6:29

- Super Discount 2 - $

1. Boom Bass & Étienne de Crécy - Bit Torrent - 5:48
2. Étienne de Crécy - Limewire - 5:51

- Super Discount 2 - ¥

1. Alex Gopher & Etienne de Crécy - Overnet - 8:54
2. Étienne de Crécy - Soul Seek - 5:37